# Ivan Kral
Ivan Kral (født 2. februar 1948 i Prag, død 2. februar 2020) var en tjekkisk sangskriver, guitarist, basist og instruktør, især kendt for sit samarbejde med Patti Smith.
Som søn af en polsk pianist og en tjekkisk journalist voksede Kral op i Prag, hvor han han som 12-årig begyndte at spille guitar og dannede bandet Saze i starten af 1960'erne.
I 1963 blev Krals far tilknyttet FN som journalist og tolk, og i 1966 besluttede faderen at lade familien bosætte sig i USA. I 1968 undsagde faderen den sovjetiske invasion af Tjekkoslovakiet og blev som følge heraf frataget sit statsborgerskab. Kral levede herefter formelt som statsløs i USA frem til 1989. Efter sammenbruddet af det kommunistiske styre vendte Kral tilbage til Tjekkoslovakiet og fik tjekkoslovakisk, senere tjekkisk statsborgerskab.
Kral fortsatte med at spille musik i USA, men holdt afstand til "flower power"-bevægelsen og musikken. I starten af 1970'erne dannede han sit eget band Luger i New York og medvirkede i perioden i en række bands, bl.a. en tidlig udgave af Blondie, ligesom han arbejdede sammen med John Cale, Chris Spedding og andre.
I midten af 1970'erne indgik Kral i Patti Smith Group og medvirkede på albummet Horses. Kral fortsatte samarbejdet med Patti Smith og medvirkede i alt på fire album og en lang række turnéer. Kral skrev i perioden en mindre række sange sammen med Smith, ikke mindst "Dancing Barefoot" til albummet Wave. "Dancing Barefoot" optræder som nummer 323 på Rolling Stones liste over de bedste sange i rockhistorien.
I 1976 var Kral (sammen med Amos Poe) instruktør på dokumentarfilmen Blank Generation. Filmen følger en lang række af New Yorks punk- og New Wave-bands i klubben CBGB, bl.a. Patti Smith, Blondie, Talking Heads, Richard Hell og Television.
Efter opløsningen af Patti Smith Group arbejdede Kral i starten af 1980'erne med Iggy Pop, for hvem han medvirkede på to album og en lang række turnéer. I årene herefter har Kral arbejdet som solist og har udgivet i alt otte album, specielt efter sin hjemvenden til Tjekkiet efter 1989. Sideløbende har Kral skrevet sange for andre, og hans sange er bl.a. blevet indspillet af David Bowie og U2. Kral har endvidere skrevet en musik til en række film.
Kral boede i den sidste del af sit liv dels i Tjekkiet, dels i Ann Arbor, Michigan.